# Nanoorganismo
Los nanoorganismos son microorganismos procariotas que poseen tamaño nanométrico. También se llaman ultramicrobacterias u organismos ultra pequeños y se alude principalmente a los supergrupos DPANN (nanoarqueas) y CPR (bacterias ultrapequeñas).

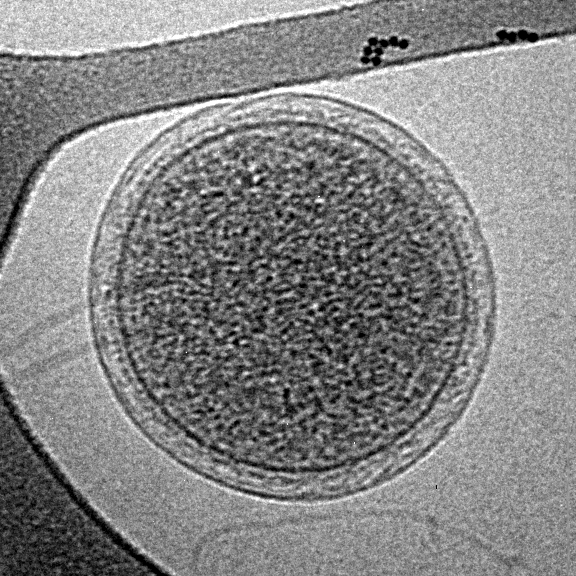
Arquea ARMAN (nanoorganismos acidófilos arqueanos de la mina Richmond).

Los nanoorganismos presentan características que los diferencian ampliamente de los procariontes de tamaño regular. Se han mantenido ocultos para la ciencia durante mucho tiempo debido a que hasta el momento (2020) no han podido ser cultivados, raramente se han podido aislar, gran parte del conocimiento sobre sus vías metabólicas permanece sin revelar y se ha requerido de nuevas técnicas e innovaciones para su estudio.

## Características
Los grupos más representativos, CPR y DPANN, presentan en general las siguientes carcaterísticas:
- Pequeño tamaño. Muchos pueden pasar a través de filtros de 0,22 µm, un tamaño que generalmente se espera que excluya a la mayoría de los microorganismos.
- Pequeño genoma, en consonancia con su pequeño tamaño.
- Forma esférica (cocos) u ovalados.
- Anaerobios con capacidades metabólicas y biosintéticas limitadas, por lo que es común las asociaciones simbióticas o parasitarias.
- Los nanoorganismos de vida libre pueden tener un metabolismo fermentativo o ser autótrofos con capacidad de fijación de carbono por rutas aún no bien determinadas.
- La estructura celular es generalmente monodérmica, es decir, con una única membrana celular.

## Ejemplos
Tamando en cuenta el tamaño nanométrico, se pueden considerar nanoorganismos los siguientes grupos procariotas:
- Bacterias ultrapequeñas (grupo CPR)
- Nanoarqueas (grupo DPANN)
- Tenericutes (micoplasmas)
- Dependentiae
- Elusimicrobia
- Pelagibacter
- Sphingopyxis
- Nanobacteria
- Nanobio